# ジュメイラ・アイランズ

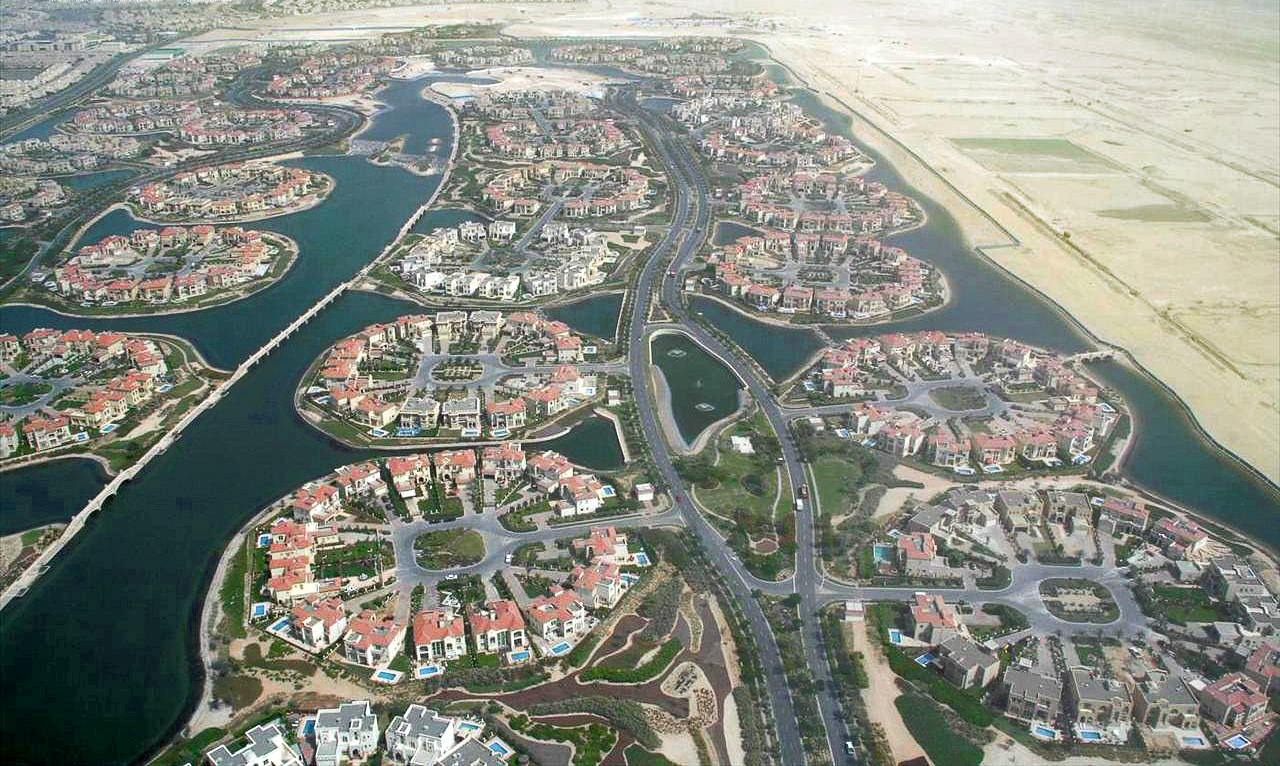
ジュメイラ・アイランズ

ジュメイラ・アイランズ（Jumeirah Islands）は、アラブ首長国連邦のドバイにナキール社によって建設された、巨大人造湖の中の人工島群リゾート。2006年に完成。ジュメイラ・アイランズは50もの人工島からなり、そのうちの46島は住居用である。それぞれの島には全てプール付の16の高級ヴィラが配され、計736のヴィラが建設された。50の島は大きな湖の中に配されている。ジュメイラ・アイランズの傍には、同じくナキール社が開発したパーム・アイランド、ジュメイラ・レイク・タワーズがある。

## ギャラリー

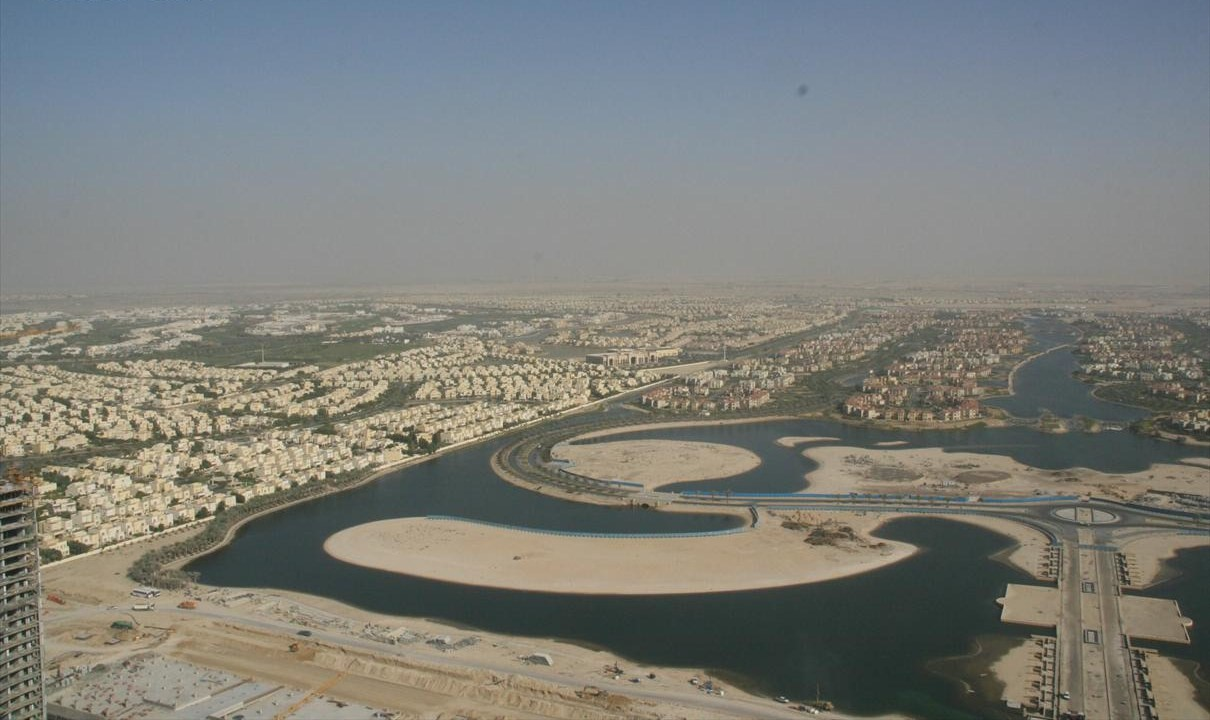
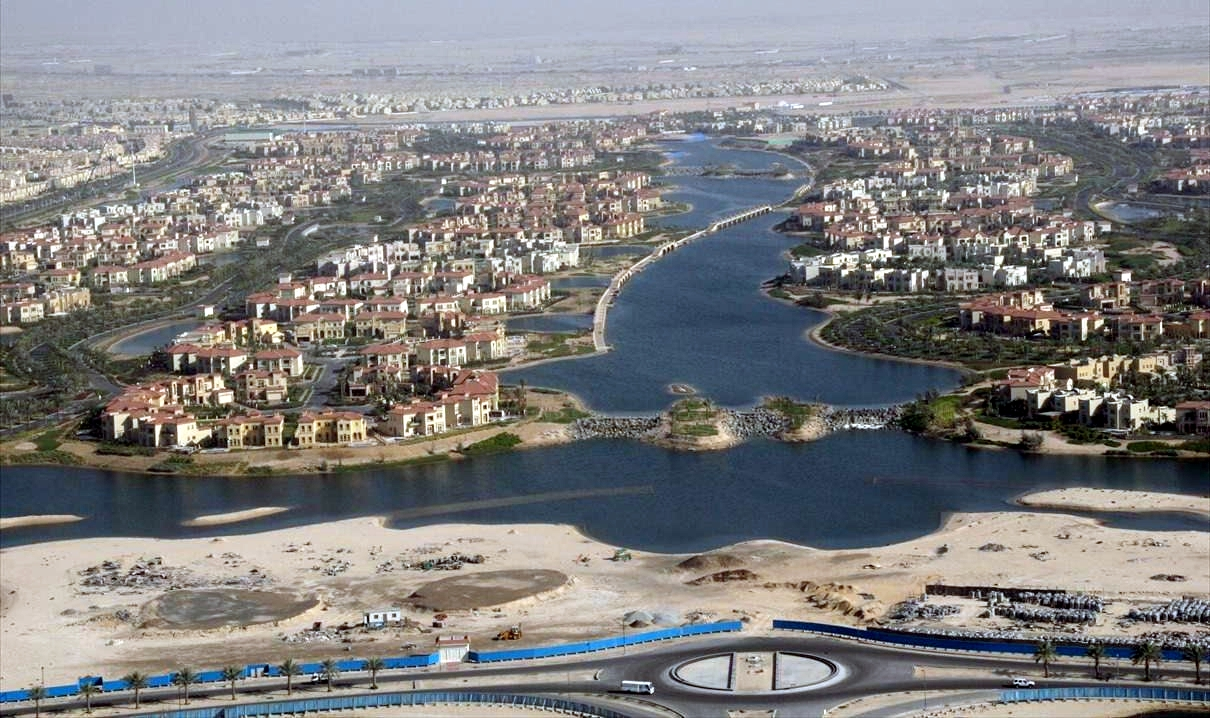
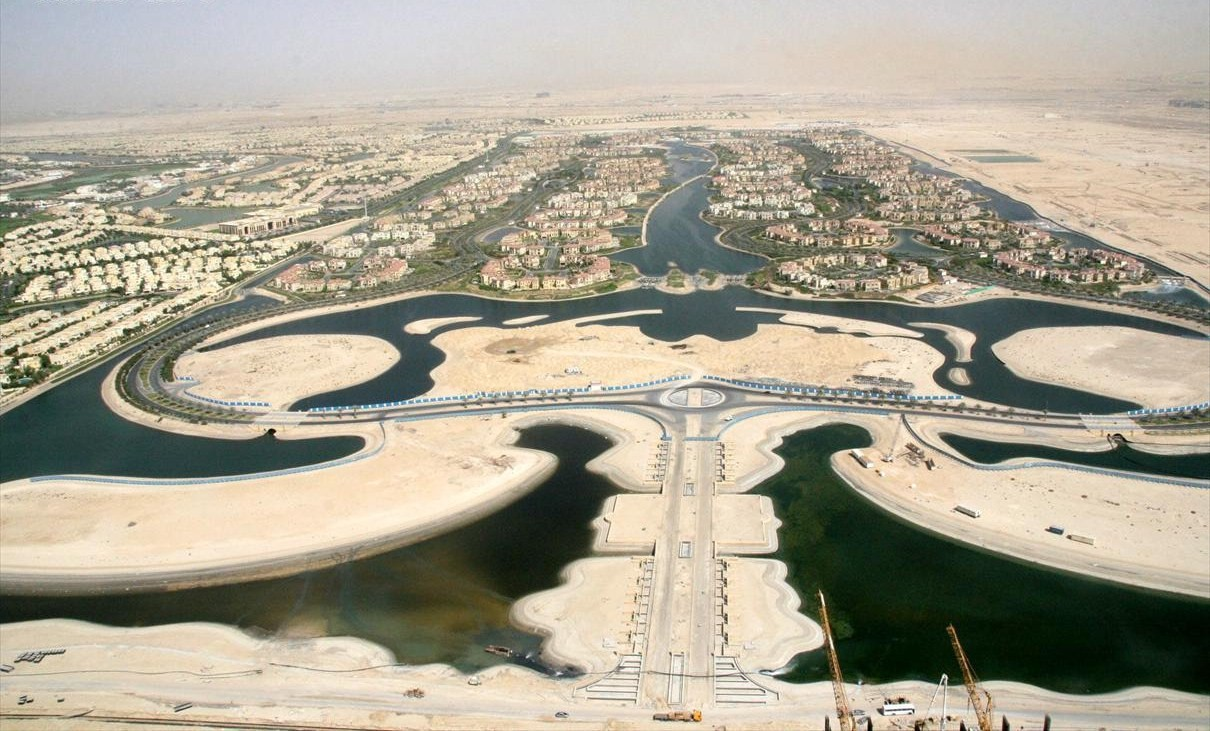

座標: 北緯25度03分29秒 東経55度09分13秒 / 北緯25.05800度 東経55.15368度